# Iluze recence
Iluze recence je nepodložený předpoklad (kognitivní zkreslení), že jev, kterého jsme si všimli teprve nedávno, existuje jen od nedávné doby.

## Problém názvu
U kognitivních zkreslení narážíme na problém nepřesných, nebo zcela chybějících, překladů jednotlivých efektů do českého jazyka. Recency je zkreslení, které nemá v češtině žádné obdoby. Nejblíže by mu snad mohl být zkreslení status quo, projevující se „preferencí pro aktuální stav věcí, přestože tento stav třeba někdy není výhodný,“ ale ani tato definice nevystihuje recency v celé její úplnosti. Pro potřeby tohoto článku tedy používejme počeštěnou verzi, tedy „recence“.

## Definice
Kognitivní zkreslení jsou neviditelní hybatelé myšlenkových procesů, na jejichž základě může člověk dojít k chybným úsudkům. Ve většině případů se jedná o podstatu předsudků a stereotypizujícího myšlení. Je důležité si uvědomit, že se o zkreslení jedná jen tehdy, je-li myšlení alterováno podvědomě. Vědomé zkreslení užitím argumentačních klamů je považováno za podvod.
Obecně jsou možné dva základní přístupy k termínu jako takovému. Jednak se jedná o termín z lingvistiky, který poprvé použil Arnold Zwicky, lingvista ze Stanfordovy univerzity. Iluze recence (Recency Illusion) je podle něj úzus, že některá slova nebo lingvistické prvky považujeme za nové, přesto že existují už dlouho. Zwickyho definice se ale dá vztáhnout i na oblast mimo lingvistiku. „Iluze recence je zkrátka předpoklad, že něco, čeho jsme si všimli teprve nedávno, se celkově vyskytuje jen recentně.“ Tato interpretace, vztahující se buďto na lingvistické prvky, nebo na interpretace obecností má ale zajímavý psychosociální přesah. Může totiž způsobit i podvědomou kognitivní deformaci, která zapříčiní, že je jedinec snáze ovlivněn tím, co se událo recentněji. To totiž může zapříčinit špatné rozhodování v oblasti finančnictví nebo plánování. Jestliže při rozhodování zapomene jedinec na minulost, současnost nás skoro jistě dovede k pomýleným závěrům.

## Experimenty
Jako konkrétní ilustraci recence můžeme uvést Murdockův experiment z roku 1962, který pracoval se schopností jedinců vybavit si slova, která se museli naučit. Murdock experimentálně zjistil, že schopnost jednotlivce vybavit si slovo přímo závisí na jeho pořadí v seznamu slov k naučení. Slova, která se objevují na začátku seznamu, se ukládají do dlouhodobé paměti, slova na konci seznamu se ukládají do paměti krátkodobé. Slova uprostřed seznamu spadají do „asymptoty“, která je k opětovnému vybavení používána nejřídčeji. Další experiment provedli o 4 roku později pánové Glanzer a Cunitz. Jejich experiment představil dvě skupiny, které se měli za úkol naučit stejný seznam slov. Jedni si na něj měli rozvzpomenout okamžitě, druzí měli počkat 30 sekund. Ti, kteří čekali, si slova vybavovali bez ohledu na to, na jaké pozici se slova v seznamu nacházela. Druhá skupina podlehla efektu recence.

## Iluze frekvence
V souvislosti s iluzí recence se často hovoří i o iluzi frekvence. Jedná se o další kognitivní zkreslení, které zapříčiňuje, že má jedinec utkvělou představu, že se něco, o čem se nedávno dozvěděl náhle, neustále objevuje. Pro toto zkreslení se vžilo označení fenomén Baader-Meinhof. Přestože s termínem iluze frekvence přišel opět Arnold Zwicky v roce 2006, výše zmíněné označení se objevilo už v roce 1994.